# サンリオクリスマスファンタジー
サンリオクリスマスファンタジー（英：Sanrio Christmas fantasy）は、サンリオピューロランドの開園1年前の1989年12月23日と24日の二日間のみ公演された、サンリオピューロランドの宣伝及びPRを目的とした特別公演と特別イベントである。

## 概要
株式会社サンリオが1970年代の末から社内プロジェクトとして着々と進めて来た「ソーシャルコミュニケーションビジネス」を具体化する過程で、段階的事業計画を着実に推進する点を主是とした為、第1段階として「サンリオファンタージェン」（※通称「船橋ファンタージェン」）の開業を皮切りに、第2段階は「銀座サンリオギャラリー」を開業。更に、第3段階として1980年代初頭から夏季特別イベントとして連続開催を続けていた「サンリオフェスティバル」で得た各種ノウハウをベースにそれらを複合的に発展させた物が「サンリオピューロランド」（※多摩サンリオコミュニケーションワールド）の開業だった。そうした歴史経緯の中、当初は1990年10月の開業を目標としてサンリオピューロランド開園プロジェクトがサンリオ社内で発展した結果、サンリオピューロランドの開園前年に宣伝とPRを兼ねたエンターテイメントショーを公開する事が適当であると結論を出し、「サンリオクリスマスファンタジー」が制作され1989年12月に2日間のみ特別公演を行った。

## 開催目的
- 1990年10月に開園予定の「サンリオピューロランド」の宣伝及びPR
- 親と子のコミュニケーションの醸成、クリスマスシーズンの祝い
- サンリオキャラクターの周知及び拡販

## 開催詳細
- 公演日：1989年12月23日、12月24日（※2日間のみ）
- 公演地：パルテノン多摩「大ホール」
- 観客数：約500人×2日間
- 制作費：約1億円（※1989年当時）

## 主なスタッフ
- 製作総指揮：辻信太郎（株式会社サンリオ）
- 製作担当：西口由一（株式会社サンリオ）
- 演出：マーク・プライマー（ランドマーク・エンタテイメント/旧社）
- 翻訳：立花洋子
- 日本語版制作：東宝舞台株式会社
- 制作協力：東宝舞台株式会社、株式会社ビクター、乃村工芸社、高津大道具、株式会社サンリオ
- 制作：株式会社サンリオ・コミュニケーションワールド（SCW）

## 主な内容
屋外イベント
「サンリオキャラクターグリーティング」
（出演：ハローキティ、マイメロディ、リトルツインスターズ（キキとララ）/出演場所：丘の上プラザ周辺）
屋内イベント（パルテノン多摩 ホール外/エントランス周辺）
「サンリオキャラクタークリスマスカードをつくろう」
「みんなでクリスマスツリーをかざろう」
「サンリオキャラクター握手会」
「サンリオクリスマス即売会」
第1部
「サンリオクリスマスショー」（公演時間：約45分）
テーマは「愛と友情とクリスマス」1年後に開園予定のサンリオピューロランドの中核を成す『知恵の木』にまつわる再生と復活の物語をフェイスキャラクターの「ピューロの王様 ハッピー」と「妖精トゥインクル」を交えて観客に伝えた。登場キャラクターは本ショーだけの為に制作された犬のキャラクター達やオオカミ、ゾウ（象）などが登場。知恵の木の誕生の秘密とピューロ達が織り成す物語が絵本の中の設定で展開するが、ショー後半からラストはリアルタイムの世界とリンクした物語で幕を閉じた。
休憩時間 (約30分)
第2部
「ピューロの村のクリスマス」（公演時間：約35分）
第2部はピューロビレッジで開催するクリスマスショーと云う設定でレビューショーを公演。同ショーでは1年後に正式開園するサンリオピューロランドの主なアトラクションの紹介や演目紹介をミュージカル形式のレビューで綴った。主な内容は、ディスカバリーシアターパート、フェアリーランドレストランパート、メルヘンシアターパート、クリスマスソングメドレーパート、ファナーレパートなど。

## 出演
- サンリオ・エンターテインメントダンサーズ
- ハローキティ
- マイメロディ
- ぽこぽん
- リトルツインスターズ（キキとララ）
- トナカイ（レインディア）

他

## 声の出演
- 小山茉美（ハローキティの声）
- 岡村明美（ミューティー〈ビュティー〉の声）

他